# Castle Walls
"Castle Walls" é uma canção do rapper norte-americano T.I., gravada para o seu sétimo álbum de estúdio No Mercy. A canção contém a participação da cantora Christina Aguilera. Foi escrita por T.I., Alex da Kid e Skylar Grey, enquanto que a produção ficou a cargo de Kid. A canção deriva de origens estilísticas de Hip-hop e electronic. A sua sonoridade é composta através dos vocais, juntamente a uma bateria e sintetizadores.
A recepção por parte da crítica sobre música foi geralmente positiva, onde elogiaram o desempenho de Aguilera em "Castle Walls", descrevendo que é algo que Aguilera pode se orgulhar, acrescentando que a canção tem o mesmo potencial de se tornar um hit como "Love The Way You Lie", uma canção de Eminem que também conta como produtor Alex da Kid. Um vídeo da música "Castle Walls" foi filmado em 2010 para que ela pudesse ser lançada como single, mas por razões desconhecidas, a canção não foi lançada.

## Antecedentes e composição
Nadine Cheung editora da AOL Radio comentou sobre a canção dizendo: "Em sua mais recente música Castle Walls, T.I. nos diz a vida que vem tomando após onze meses passados na prisão (o músico foi condenado à prisão por posse ilegal de entorpecentes e violação da ordem judicial) a letra assume um significado, especialmente com um refrão memorável cantado por Aguilera".
T.I. disse à Jayson Rodriguez da MTV que a música "Castle Walls" com Christina Aguilera pertencia originalmente ao Diddy que tinha encomendado a música de seu quinto álbum Last Train to Paris para seu grupo Dirty Money. Mas Diddy disse à T.I. que a canção ficaria melhor pelo momento que ele estava vivendo. Alex da Kid confirmou que a canção se tornaria single e que teria um vídeo gravado em 2010, porém nunca foi lançado.

## Recepção pela crítica
Becky Bain da Idolator escreveu: "Christina Aguilera pode se orgulhar da canção que participou com T.I., além de ter tido sua estreia nos cinemas com Burlesque, no entanto, deve se sentir mais confiante se essa canção for single.". E finalizou dizendo que "Castle Walls" tem potencial para se tornar um sucesso como "Love The Way You Lie" de Eminem em parceria com Rihanna, na qual também foi produzida por Alex da Kid.

## Videoclipe
Um vídeo foi filmado antes de o rapper voltar para a prisão. Em 23 de novembro 2010 um trecho do vídeo foi usado para promover o lançamento de No Mercy. Porém, anos se passaram e nenhum vídeo da canção foi lançado.

## Desempenho nas tabelas musicais

### Posições
| Tabela musical (2010/2011)              | Melhor posição |
| --------------------------------------- | -------------- |
| Canadá (Canadian Hot 100)               | 99             |
| Coreia do Sul (Gaon Chart)              | 6              |
| Eslováquia (Slovak Top 100)             | 31             |
| Estados Unidos (Hot R&B/Hip-Hop Songs)  | 84             |
| Estados Unidos (Bubbling Under Hot 100) | 5              |
| Indonésia (Creative Disc Top 50)        | 2              |
| Polónia - (ZPAV)                        | 5              |
| Chéquia (Czech Airplay Top 100)         | 27             |
| Rússia (Russian Airplay Chart)          | 11             |
| Suécia (Sverigetopplistan)              | 51             |